# Vlag van Champagne-Ardenne

Vlag van Champagne-Ardenne

Logovlag van Champagne-Ardenne

De vlag van Champagne-Ardenne bestaat uit een blauw veld met potences, een witte diagonale streep in het midden, omgeven door gouden borduurwerk.
De vlag is gelijk aan het wapenschild, en is ook de vlag van de voormalige provincie Champagne. De potences symboliseren de kasselrijen van het graafschap Champagne. Het aantal galgen varieert afhankelijk van de grootte van de vlag; er is geen exact aantal.
Hoewel Champagne-Ardenne haar eigen vlag heeft, gebruikt ook de logovlag. De logovlag bestaat uit en wit veld, met het regionale logo welke dateert uit 1987. Het logo bestaat uit een geel en groen hart welke in elkaar zijn verstrengeld. Dit beeldmerk symboliseert de regionale identiteit van Champagne-Ardenne. De kleuren staan daarbij voor azijn, champagne, maïsvelden en het prestigieuze verleden van de regio. Groen staat voor de natuur binnen de streek welke rijk is aan bossen en rivieren.
De regio maakt na de regionale herindeling per januari 2016 deel uit van de regio Grand Est. Hierdoor is de vlag niet meer in gebruik.